# Пермякова, Ольга Андреевна
Ольга Андреевна Пермякова (12 августа 1901 — 14 марта 1936, Москва) — советская художница, живописец и график.

## Биография
Родилась 12 августа 1901 году (по другим сведениям в 1902 году).
Профессиональное образование получила во ВХУТЕМАСе (1919—1925). Занималась в мастерских А. А. Осмёркина, Л. С. Поповой, В. Ф. Степановой.
Член общества «Рост» (1926—1929) и Ассоциации художников революции (АХР) (1930—1932).
После окончания ВХУТЕМАСа О. А. Пермякова работала в промышленной графике и плакате. Известны станковые живописные работы (холст, масло) художницы.
Преподавала работа Московском текстильном техникуме (1928—1930), изостудии Пролетарского района (1931—1934).
Участвовала в выставках АХР (1930—1932), выставка «15 лет советского искусства» (1933). Последняя прижизненная выставка Ольги Пермяковой: «Женщины в соцстроительстве» (февраль 1936, Москва).
Умерла 14 марта 1936 года от туберкулёза в Боткинской больнице. Похоронена на Новом Донском кладбище в Москве.

## Музейные коллекции
Работы хранятся в собраниях музеев:
- Третьяковская галерея[4]. Москва.
- Государственный историко-художественный музей «Новый Иерусалим»[5]. Москва.
- РОСИЗО[6]. Москва.